# Maison du Roi d'Espagne
La Casa del Rey de España (en francés: Maison du Roi d'Espagne; en neerlandés: Den Coninck van Spaignien) es una casa de estilo barroco situada en el número 1 de la Grand-Place de Bruselas en Bélgica, al oeste de la plaza, en el ángulo de donde sale la rue au Beurre.

## Historia
La Casa del Rey de España fue la casa del gremio de los panaderos.
Después de la destrucción de las casas de la Grand-Place durante el bombardeo de Bruselas por las tropas francesas mandadas por el mariscal de Villeroy en agosto de 1695, la casa fue reconstruida en 1697 como lo atestiguan dos cronogramas.
El primer cronograma está ubicado sobre el entablamiento que separa el segundo y el tercer piso, bajo el busto de Carlos II de España:

haC statVIt pIstor VICtrICIa firmó trophæI
qVo CaroLVs pLena LaVDe seCVnDVs oVat.
El panadero ha levantado aquí las banderas victoriosas del trofeo
Por el cual Carlos, en plena gloria, triunfa, irresistible.

Este cronograma, cuyas grandes letras indican el año 1697, es un dístico elegiaco obra del talento del poeta Petrus van der Borcht.
El segundo cronograma adorna el arco de la puerta de entrada, justo bajo el busto de san Aubert:

hIC qVanDo VIXIt Miró In paVperes pIetate eLVXIt
Cuando vivió sobre esta tierra, brilló por su admirable bondad hacia los pobres

Originalmente, los tres tramos a la derecha de la entrada constituían una casa independiente, la casa de Santiago, accesible en aquellos tiempos por una puerta que daba a la adyacente rue au Beurre.
En el siglo XVIII siglo la casa llevaba el nombre de «Backershuys» (Casa de los Panaderos).
El edificio, muy alterado, fue totalmente reconstruido en 1901-1902 por el arquitecto Samyn.
En la actualidad la «Casa del Rey de España» alberga uno de los principales cafés de la plaza.

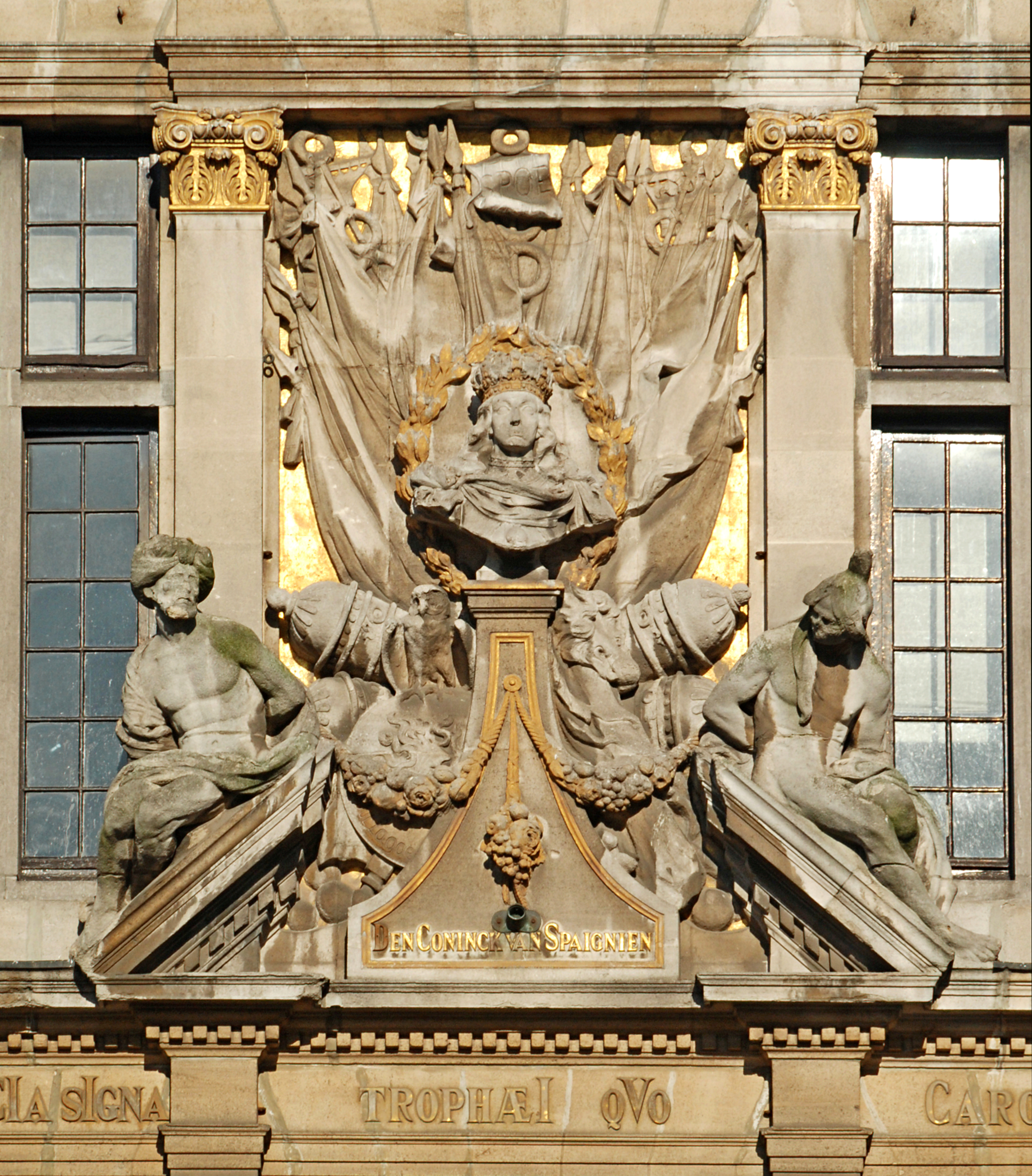
Triunfo de Carlos II de España

## Arquitectura

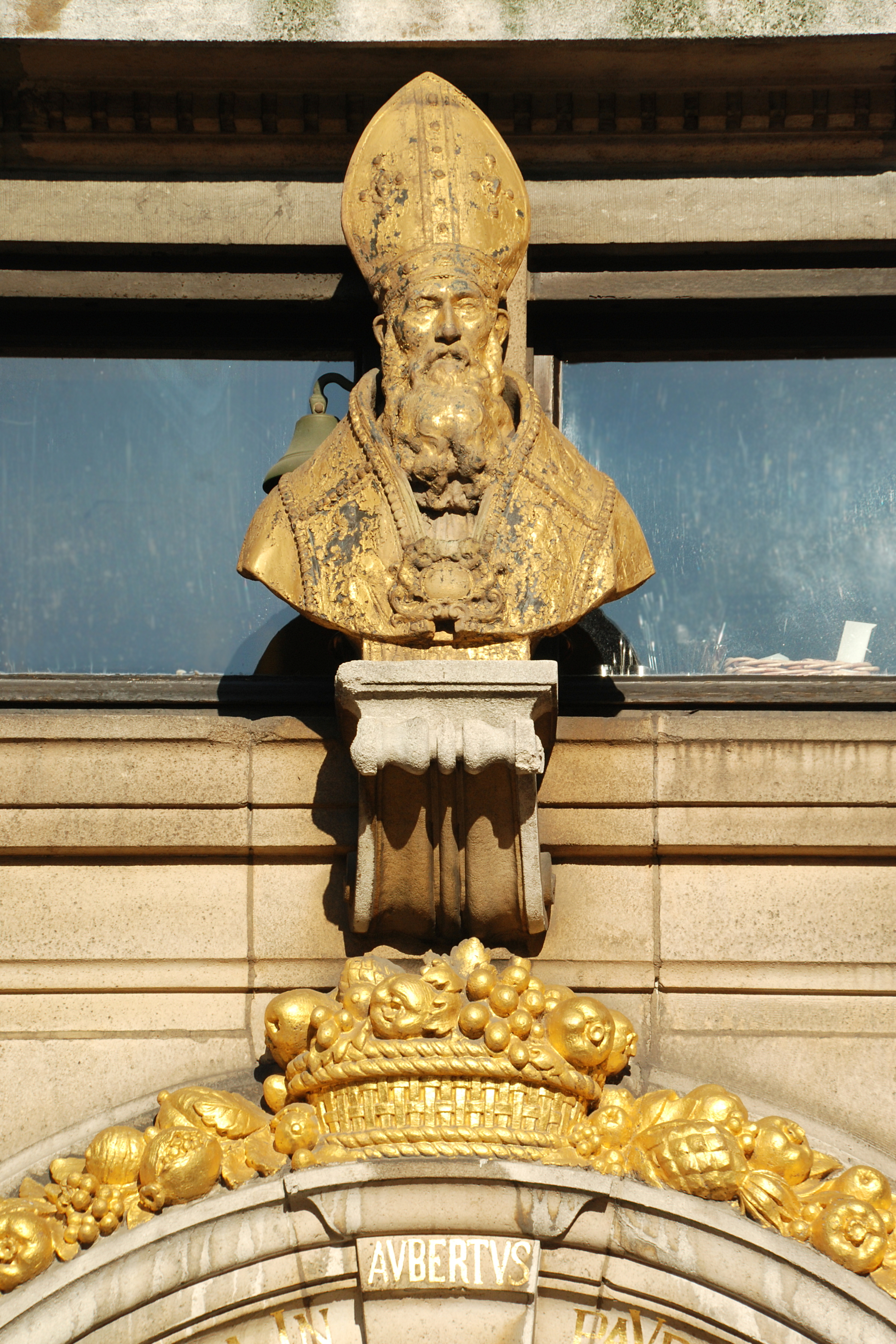
San Aubert, patrón de los panaderos

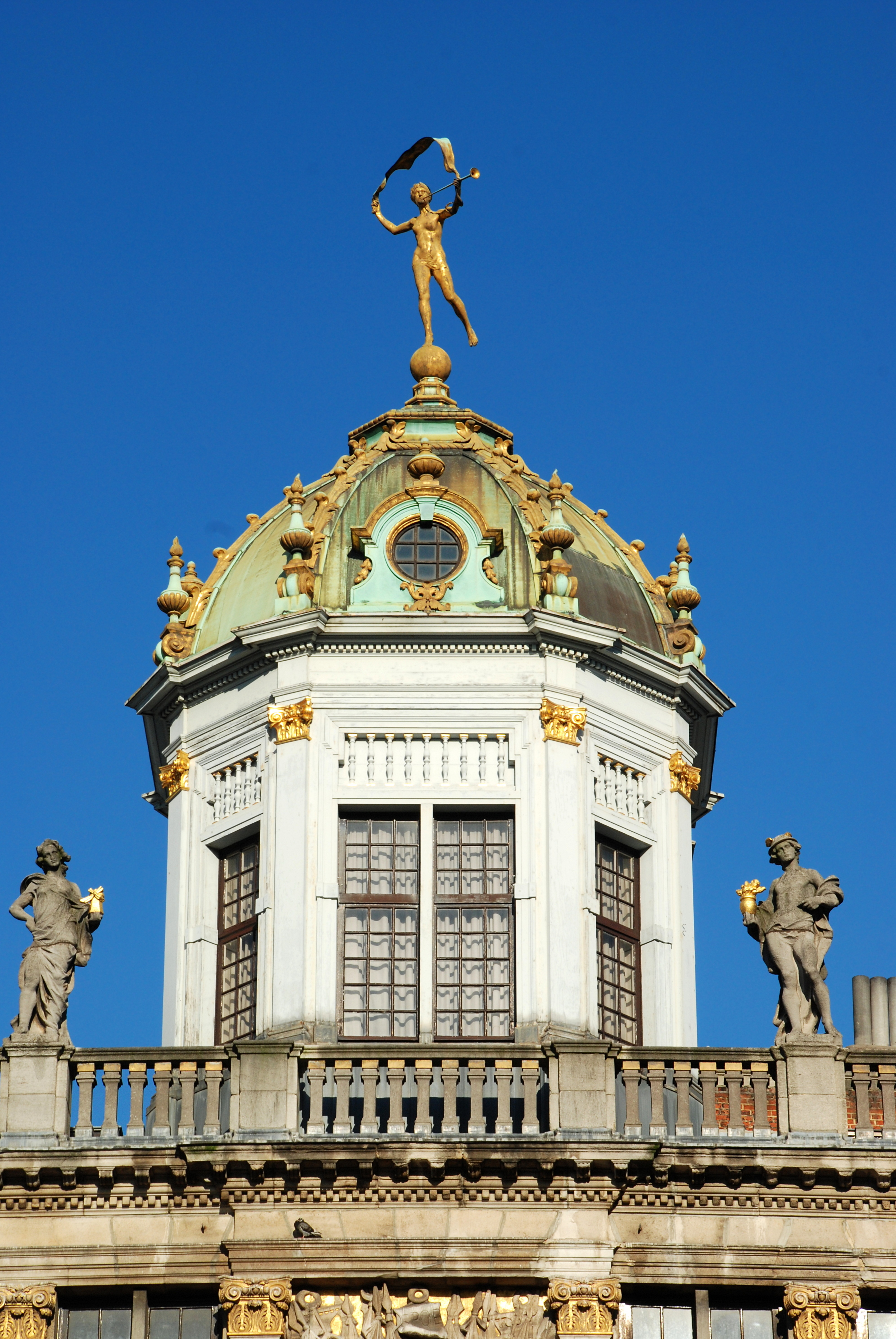
La torre-linterna

La « Casa del Rey de España », edificada en piedra, presenta una fachada compuesta de siete vanos, lo que la hace una de las más anchas de la Grand Place.
La puerta de entrada está bajo la estatua de san Aubert, obispo de Cambrai y patrón de los panaderos.
El primer piso sobresale y presenta ocho consolas adornadas de motivos décorativos dorados. Consta de altas ventanas conparteluces separados por pilastras de capiteles jónicos dorados. Las partes inferiores de las ventanas están adornadas de medallones con efigies de emperadores romanos.
|  |  |

La transición con el segundo piso se realiza mediante un entablamiento a lo antiguo adornado de un friso de dentículos bajo el cual se desarrolla el cronograma mencionado anteriormente, que consiste en una inscripción latina a la gloria del rey Carlos II de España, soberano de los Países Bajos españoles.
El segundo piso tiene ventanas de parteluces separados por las pilastras coronadas por capiteles de hojas de acanto dorados. Su centro está adornado de una notable escultura que representa el triunfo de Carlos II de España, rodeado de trofeos y de esclavos encadenados. Bajo el busto de Carlos II figura la mención «Den Coninck van Spaignien» [El Rey de España].
La Casa del Rey de España es la única casa de la Grand Place cuya fachada no está coronada por un gablete: está coronada en cambio por una balaustrada con estatuas de personajes de la mitología antigua (Mercurio, Hércules, etc.) y de una torre-linterna octogonal.
Esta torre-linterna está adornada en los ángulos de pilastras coronadas de capiteles de hojas de acanto dorados y está coronada de un entablamento a lo antiguo así como de una cúpula adornada de un óculo, con vasos con llamas y una estatua de mujer tocando una trompeta.